# Pomnik pamięci żołnierzy 9 kompanii III Batalionu 1 PSP AK i mieszkańców cywilnych w Łomnicy-Zdroju
Pomnik pamięci żołnierzy 9 kompanii III Batalionu 1 PSP AK i mieszkańców cywilnych w Łomnicy-Zdroju – pomnik poświęcony pamięci żołnierzy 9 Kompanii III Batalionu 1 Pułku Strzelców Podhalańskich Armii Krajowej oraz cywilnych mieszkańców Łomnicy-Zdroju, zamordowanych za pomoc udzielaną partyzantom. Znajduje się przy głównej drodze we wsi, przy niebieskim szlaku turystycznym z Piwnicznej-Zdroju na Halę Łabowską. Poniżej pomnika znajdują się pomnik przyrody skałka piaskowcowa „Łomniczanka”.

## Opis
Pomnik stanowi pionowy blok granitowy, na postumencie stanowiącym dwa stopnie, na którym znajdują się dwie metalowe tablice.
Na górnej tablicy znajduje się krzyż oraz gałąź z czterema liśćmi dębu oraz napis majuskułą:
PAMIĘCI ŻOŁNIERZY / 9 KOMPANII III BATALIONU / 1 PUŁKU STRZELCÓW PODHALAŃSKICH / ARMII KRAJOWEJ / POR JULIANA ZUBKA "TATARA" / POLEGŁYCH W WALCE Z NIEMCAMI / ORAZ / CYWILNYCH MIESZKAŃCÓW ŁOMNICY / ZAMORDOWANYCH ZA POMOC / UDZIELANĄ PARTYZANTOM/ W PAŹDZIERNIKU 1944 r
Na dolnej tablicy znajdują się również gałąź z czterema liśćmi dębu oraz napis majuskułą:
W HOŁDZIE / PARTYZANTOM PLACÓWKI AK "ŁĄKA" / ST. SIERŻ JANA POLAŃSKIEGO "LISA" / DR. ZBIGNIEWOWI WRONIEWICZOWI PS. "TUREK" / MIESZKAŃCOM ŁOMNICY KTÓRZY MIELI ODWAGĘ / NIEŚĆ POMOC WALCZĄCYM / Z NIEMIECKIM OKUPANTEM

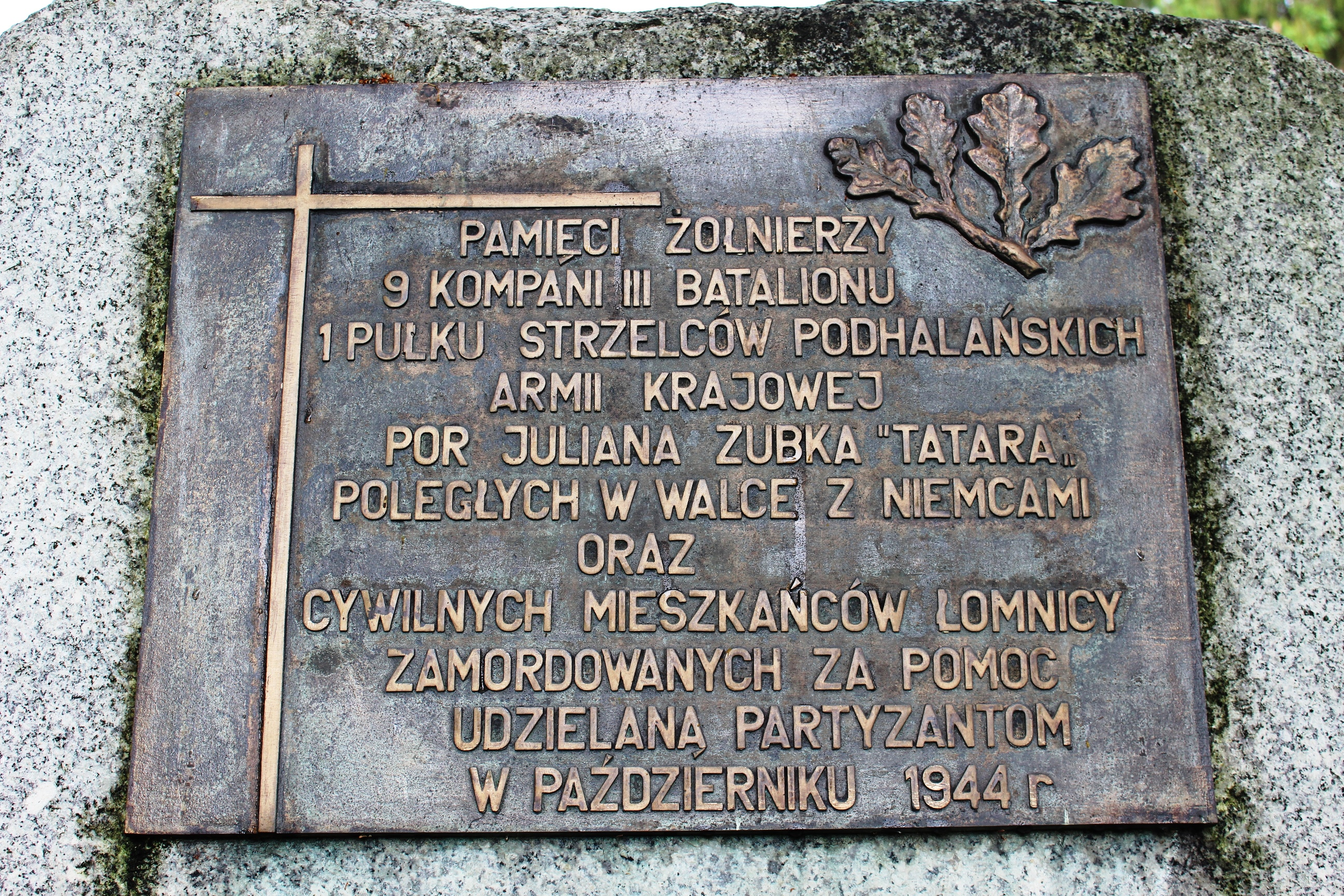
Górna tablica
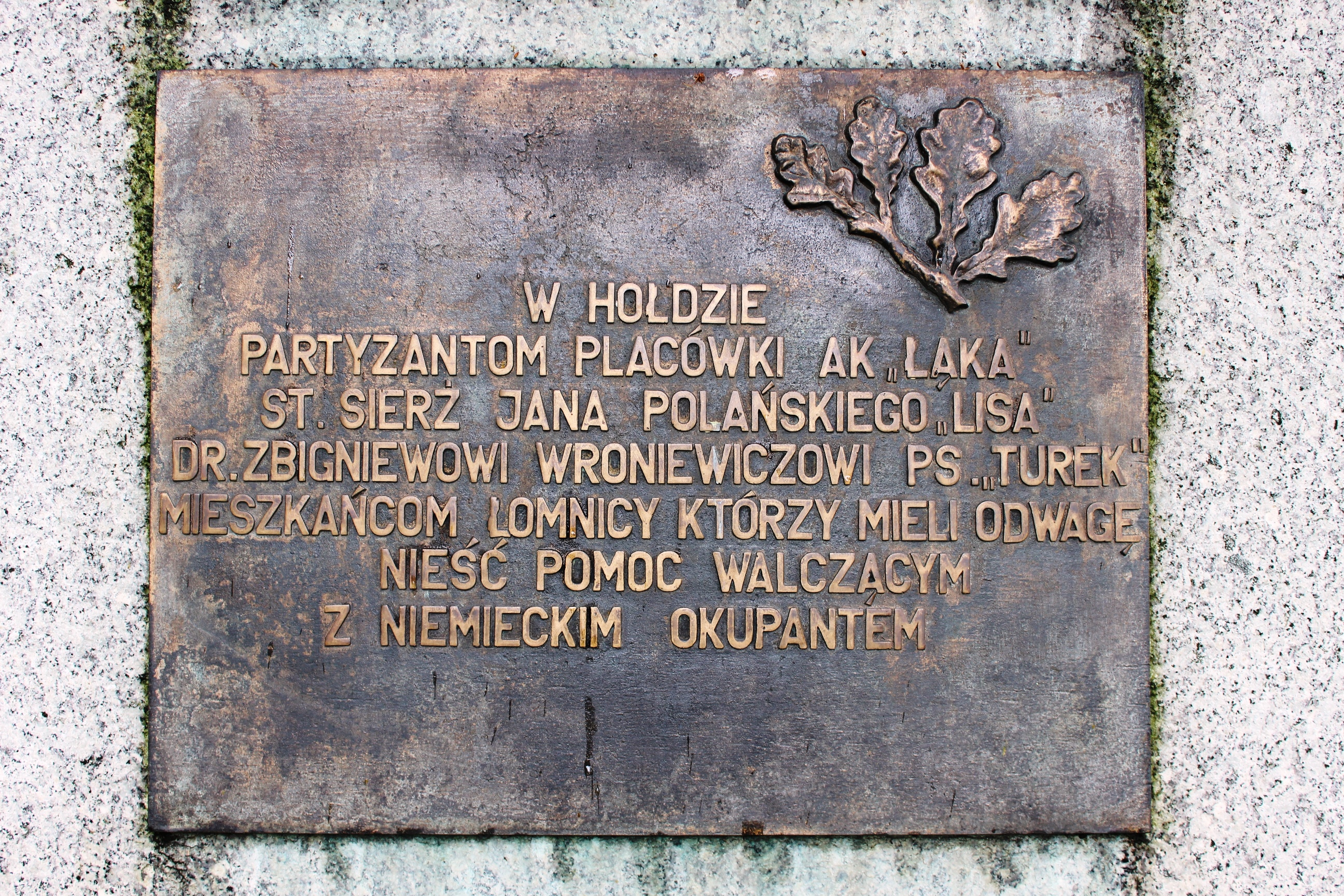
Dolna tablica